# رشته‌کوه اولوی
رشته‌کوه اولوی (روسی: Олойский хребет) یک رشته‌کوه در ناحیه خودگردان چوکوتکای کشور روسیه است.